# Monopis immaculata
Monopis immaculata är en fjärilsart som beskrevs av László Anthony Gozmány. Monopis immaculata ingår i släktet Monopis och familjen äkta malar. Inga underarter finns listade i Catalogue of Life.